# Yitzhak Baer
Yitzhak Fritz Baer (en hebreo: יצחק בער‎) (20 de diciembre de 1888-22 de enero de 1980) fue un historiador israelí judío alemán. Fue uno de los más grandes investigadores de judíos en Christian España en la Edad Media, profesor de Universidad Hebrea de Jerusalén, miembro de la Academia Nacional de Ciencias de Israel y ganador del Premio Israel del año 2008.

## Biografía

### Infancia y formación
Yitzhak Fritz Baer nació en 1888 en la comunidad de Halberstadt, Imperio alemán, donde creció, como hijo de una rica familia judía ortodoxa. Recibió una educación ortodoxa complementaria, estudió Torá y Mishná en la escuela judía y luego en el Beit HaMidrash local y con el rabino del pueblo. Estudió en un gymnasium y adquirió una educación humanística europea, donde aprendió sobre Bourrienne idiomas clásicos y europeos. Luego estudió filosofía, historia y filología clásica en las universidades de Berlín, Estrasburgo y Friburgo. Esta última era entonces un centro de renombre mundial para el estudio de la historia. Su maestro fue el historiador católico Heinrich Finke, bajo cuya tutela volvió a ocuparse de los judíos de España. Eugen Taubler, un gran erudito de la historia del Tanaj y del Segundo Templo, quien abrió la puerta al enfoque científico crítico de los estudios judíos. Baer publicó su doctorado en 1913 bajo la dirección de Finke. El tema de la disertación fueron los judíos de Aragón. En la Primera Guerra Mundial sirvió en el Cuerpo de Artillería Alemán en el Frente Oriental. Durante su servicio militar, se dio cuenta de que el lugar de los judíos está en la Tierra de Israel, y ese fue el momento en que abrazó el sionismo. Después de la guerra regresó a Berlín.

### El comienzo de su carrera académica.
En 1919 comenzó a trabajar bajo los auspicios de Eugen Taubler, quien fundó la Academia de Ciencias Judías en Berlín, donde conoció a Rosa Urwitz, con quien se casó. En 1922, Baer escribió un libro que nunca vio la luz sobre los judíos del Ducado de Kleve en el norte del Sacro Imperio Romano Germánico en los siglos XVIII y XIX. Tras terminar de escribir el libro, volvió a sus investigaciones sobre la historia de los judíos de España. En 1925 y 1926 trabajó intensamente en la recopilación de material y para ello visitó en varias ocasiones los archivos españoles.
En 1930, Baer emigró a Eretz Israel y en 1929 publicó un volumen de documentos sobre los judíos de Aragón y Navarra, que fue considerado una obra maestra y colocó a Baer en la línea de los grandes estudiosos del judaísmo de su generación. Su trabajo le valió un puesto docente a partir de 1930 en el Departamento de Historia del Pueblo de Israel en la Universidad Hebrea, del cual fue designado como titular, como profesor de historia judía en la Edad Media. También se desempeñó durante algunos años (1932-1945) como profesor de la Edad Media en el campo de la historia general y no sólo de historia judía. Baer fue uno de los editores de "The Historiographical Library" y "The Settlement Book" y uno de los directores de la Sociedad Histórica de Israel. También es uno de los dos padres fundadores (junto con Ben-Zion Dinor) y el editor de "Zion", una publicación trimestral para el estudio de la Historia de Israel publicada por la Sociedad Histórica de Israel.

### Su gran obra
En 1936, Yitzhak Baer publicó el libro "La Inquisición y los judíos de Castilla". Durante este período de tiempo fue autor de múltiples entradas sobre los judíos de la Edad Media y los judíos de España en la Encyclopedia Judaica Alemana. La investigación de Baer se caracteriza por una tendencia a enfatizar las corrientes clandestinas de conocimientos en el judaísmo, que se encarnan en el espíritu de la nación que aprovecha para cumplir sus objetivos. Incluso vio una influencia mutua entre la historia general y el judaísmo y viceversa.
En 1936, se publicó en alemán su libro "Diáspora" (en hebreo se imprimió solo después de su muerte), que describe el significado de la diáspora a los ojos de los judíos y sus oponentes desde el crepúsculo del período del Segundo Templo hasta la Edad Moderna. Esto es en el contexto de los acontecimientos históricos en los que creció. En la década de 1930, Baer investigó y publicó sobre la creación espiritual de los judíos de España, la agitación palpitante entre ellos y la literatura de espiritualidad religiosa. Se ocupó principalmente de la polifacética personalidad del converso Abner de Burgos.
En 1938 Baer completó la versión alemana de su obra monumental y canónica "La historia de los judíos en la España cristiana". En la editorial Am Oved, el libro se publicó en 1945. En 1959 se publicó una edición ampliada y revisada. El libro incluso fue publicado en inglés y español. Se trata de una obra enciclopédica que abarca todo el complejo de la vida judía en tierras de la España cristiana en un lapso de tiempo de unos cuatrocientos años. El libro abarcó los aspectos de los judíos en España en diversos campos como: la comunidad, su organización y jerarquía de clases, la economía y la demografía, los líbelos de sangre, la Inquisición, los pogromos y las deportaciones, la situación jurídica y social de los judíos en el seno del Estado. y sociedad cristiana, economía y fiscalidad.
En su libro destacó la continuidad de la historia judía como parte integral enraizada en la historia general, entre el cristianismo y el islam. Baer vio a Ezra, el escritor, colocando los cimientos de la sociedad judía que se ha conservado desde el comienzo del Segundo Templo. El exilio es producto de la alianza entre el Imperio Romano y la Iglesia cristiana. El exilio fue un acontecimiento trágico en los anales de la nación. Los judíos estaban llenos de ambiciones políticas, de las cuales los cristianos estaban libres. Por eso, los cristianos se acercaron al Imperio Romano, hasta que finalmente hizo de la religión cristiana la religión del Imperio. Los judíos eran ciudadanos de segunda clase, en el espíritu de la enseñanza de Agustín en su libro Ciudad de Dios, de humillar a los judíos pero dejarlos con vida, según el cual nada estaba armado. Baer no vio una 'edad de oro' para los judíos en la España musulmana, como creían otros investigadores judíos de la época, y en su opinión la cultura cortesana judía floreció debido a la corrupción y la permisividad que imperaba entre los gobernantes y no por una voluntad deliberada. y tolerancia metódica.
En sus libros, Baer elogió a la gente común y a los justos sobre los cultos y ricos (los avaristas) que se convirtieron al cristianismo y se alejaron de la nación entre los años 1391 y 1415 y fueron una desgracia para ella, esto contrasta con la gente común que permaneció fiel a su religión y nacionalidad y que los salvó de la destrucción .

### Jasidim Ashkenazi
Después de terminar su libro, Baer abandonó el campo de los judíos de España en la Edad Media y se centró en la investigación de Jasidim Ashkenazi en la Edad Media y el período Mishna. Ya en el año 1778, publicó en la revista Zion un amplio artículo sobre el jasidismo asquenazí, en el que está presente una influencia cristiana. En un intento de imponer el jasidismo a gran parte del pueblo que no aceptaba romper con el mundo. Baer compara al rabino Yehuda Hassid con Francisco de Asís. Ilumina el contraste entre el judaísmo asquenazí, que está organizado de manera ordenada y democrática, y el judaísmo sefardí, que ha sido depurado del campo de la cultura árabe racional.
Baer escribió su revolucionario ensayo "Los fundamentos y comienzos de la organización de la comunidad judía en la Edad Media" en el que argumentó que la comunidad judía era el fruto del exilio y que crecía como la carne del urbanismo europeo medieval. Por otro lado, Baer cree que la comunidad se desarrolló desde la época del Segundo Templo, y existió de manera continua durante 1.300 años, hasta que su consolidación alcanzó su apogeo en España. Después de la publicación de este artículo a la edad de sesenta y dos años, Baer dejó su ocupación en la Edad Media, profesión en la que era conocido como el mayor erudito de esa época, y comenzó a investigar la historia del Segundo Templo y el periodo de la Mishná.

### Tiempos antiguos
El enfoque único de Baer se expresó al confiar en la versión de la Mishná como fuente histórica principal y ver a Filón de Alejandría como un preservador de las tradiciones antiguas, mientras ignoraba por completo los escritos de Josefo Flavio y los libros de los Evangelios, debido a su estando lleno de contradicciones. Al hacerlo, dirigió la mitad de las críticas de los críticos hacia él. En su artículo "Jerusalén durante la Gran Revuelta", en su libro "Investigaciones y Ensayos sobre la Historia del Pueblo de Israel" (Vol. 1, pp. 153-216), Baer trató de demostrar que la historia de la Gran Revuelta tal como aparece en la obra de Josefo, "La Guerra de los Judíos", y especialmente en la historia de la guerra fratricida en Jerusalén, es una invención, y en realidad está construida a partir de préstamos de descripciones de guerras civiles en varias composiciones de la literatura clásica, principal entre ellos la obra de Tucídides. Baer afirmó que, contrariamente a lo que se dijo en Josefo, toda la gente de la nación luchó para preservar su estilo de vida judío y salvar a Jerusalén y el templo.
En su artículo "Los fundamentos históricos de la halajá", Baer trató de pintar un cuadro del estado y la sociedad en Israel, analizando la halajá y comparándola con la constitución griega. Escribió quince artículos, en su intento de esbozar una historia social y religiosa de los días del Segundo Templo.
En su libro “Israel en las Naciones, Estudios en la Historia del Segundo Templo y el Período de la Mishná y en los Fundamentos de la Halajá y la Fe”, Baer percibe el período helenístico pre-asmoneo, como una era en la que se crearon las primeras leyes., basado en ideales con un aspecto místico-ascético-espiritual del martirio. Estas leyes allanaron el camino que la sociedad judía siguió a partir de entonces. Se hicieron dos intentos para construir una sociedad teocrática en el espíritu de estos principios: uno en el reino Hasmoneo y el otro en la Gran Revuelta .
Yitzhak Baer murió el 22 de enero de 1980. Tenía 92 años en el momento de su muerte. Su hijo fue el químico teórico Shalom Baer.

## Premios y reconocimientos
- 1945 - Premio Bialik a la Sabiduría de Israel (en nombre del Municipio de Tel Aviv), por "La historia de los judíos en la España cristiana".[4]
- 1956 - Premio Jerusalén a la sabiduría y la educación israelíes lleva el nombre de David Yelin, por "Israel entre las naciones".[5]
- 1958- Premio Israel de Estudios judaicos.[6]
- 1959 - Miembro de la Academia Nacional de Ciencias de Israel.
- 1964 – Premio Rothschild de Estudios Judaicos.[7]
- 1968 - Premio "Yakir Yerushalayim "

## Sus Obras
- Estudios y Ensayos sobre la Historia del Pueblo de Israel, Jerusalén: Sociedad Histórica de Israel, 5556 1985.
- Exilio, traducido del alemán: Yisrael Eldad, Jerusalén: Mossad Bialik, 1957.
- La historia de los judíos en la España cristiana ; Segunda edición revisada y ampliada, Tel Aviv: Am Oved, 1959.
- Israel en las Naciones: Estudios en la Historia del Segundo Templo y el Período de la Mishná, y en los Fundamentos de la Halajá y la Fe, Jerusalén: Mossad Bialik, 1955.
- La historia de los judíos en la España cristiana, Tel Aviv: Am Oved "Deat", 555 1945.

- Fritz Baer, Studien zur Geschichte der Juden im Königreich Aragonien: während des 13. und 14. Jahrhunderts, Berlín: E. Ebering, 1913.
- Fritz Baer, Das Protokollbuch der Landjudenschaft des Herzogtums Kleve: erster Teil: die Geschichte des Landjudenschaft Herzogtums Kleve, Berlín: CA Schwetschke, 1922.
- Fritz Baer, Untersuchungen über Quellen und Komposition des Schebet Jehuda, Berlín: CA Schwetschke, 1923.
- Jizchak Fritz Baer, Galut, Berlín: Schocken, 1936.

### Libros que editó
- Yitzhak Ber, Yehoshua Gutman, Moshe Shuba (editores), The Dinburg Book: A Collection of Reference and Research Papers Presented to Ben Zion Dinburg by His Friends and Friends, Jerusalem: The Hebrew Teachers' School in Jerusalem, 599 1949.
- El Libro de la Tribu de Yehuda / al rabino Shlomo Ibn Virga ; Hagia y Biar Azriel Shochat ; Editado y precedido por Yitzhak Ber, Jerusalén: Mossad Bialik, 2017.

## Festschrift
- Shmuel Ettinger, Salo Baron, Ben-Zion Dinor, Israel Heilperin (editores), Sefer Yuval para Yitzchak Ber: On His Seventieth Anniversary, Jerusalén: Sociedad Histórica de Israel, 5671 1960.

## Libro en su memoria
- Shmuel Ettinger, Haim Beinart, Menachem Stern (editores), Un libro conmemorativo de Yitzhak Ber (1959-1987), Jerusalén: Sociedad Histórica de Israel, 1999-1991.

## Otras lecturas
- 'Bar, Yitzhak Fritz', en: David Kalai, Sefer Ishihim: Lachsikon Eretz Yisraeli, Tel Aviv: Masada - General Encyclopedia, 1337, p. 97. (הספר בקטלוג ULI)
- T. Yeruham, "A la enseñanza histórica del Prof. Yitzhak Ber", HaDar Met (1970), 620-621.
- Ephraim Shmueli, "La Doctrina Filosófica-Histórica de Yitzhak Ber", Kivinim 4 (1979), 94-108.
- Shmuel Ettinger, "La historia como vocación: en el trigésimo aniversario del fallecimiento del difunto Prof. Yitzhak Ber", Haaretz, 22 de febrero de 1980.
- Ephraim Elimelech Orbach, "Los días del Segundo Templo y el período de la Mishná a los ojos de Yitzchak Ber", Actas de la Academia Nacional de Ciencias de Israel 6, 4 (1987), 59-82.
- Shmuel Ettinger, el difunto Yitzchak Ber (1888-1980), Zion Med (1939), 9-20.
- Amnon Raz-Karkotzkin, Estudios judíos 38 (5788 1998), 73-96.
- Alfred Bodenheimer, "La historia de una tierra que desaparece: "Exilio" de Yitzchak Fritz Ber", Historiosofía y ciencias judías (2005), 25-35.
- Israel Yuval, Yitzhak Baer y la búsqueda del judaísmo auténtico en el pasado judío revisitado: reflexiones sobre los historiadores judíos modernos . Prensa de la Universidad de Yale, 2018.